# Voleybol 1. Ligi 2018-2019 (femminile)
La Voleybol 1. Ligi 2018-2019 si è svolta dal 2018 al 2019: al torneo hanno partecipato ventotto squadre di club turche e la vittoria finale è andata al PTT.

## Regolamento

### Formula
È prevista una regular season in cui le ventotto formazioni iscritte al torneo gareggiano in due gironi da quattordici squadre ciascuno, disputando gare di andata e ritorno per un totale di ventidue incontri:
- Le prime quattro classificate dei due gironi accedono alle semifinali dei play-off promozione, dove vengono nuovamente divise in due gruppi, questa volta da quattro squadre ciascuno, disputando un round-robin;
- Le prime due classificate alle semifinali dei play-off promozione accedono alla finale dei play-off promozione, che le vede protagoniste di un nuovo round-robin, concluso il quale le prime due classificate sono promosse in Sultanlar Ligi 2019-20;
- Le ultime quattro classificate di ciascun girone retrocedono direttamente in Voleybol 2. Ligi 2019-20.

## Torneo

### Regular season

#### Girone A - Classifica
| Pos. | Squadra               | Pt    | Pt bon | G  | V  | P  | SV | SP | Ratio | PF    | PS    | Ratio |
| ---- | --------------------- | ----- | ------ | -- | -- | -- | -- | -- | ----- | ----- | ----- | ----- |
| 1.   | Sarıyer               | 68,72 | 0,72   | 24 | 23 | 1  | 71 | 12 | 5,920 | 2 008 | 1 421 | 1,413 |
| 2.   | Büyükçekmece          | 56,3  | 0,3    | 24 | 19 | 5  | 61 | 25 | 2,440 | 1 961 | 1 659 | 1,182 |
| 3.   | Yeşilyurt             | 55,2  | 0,2    | 24 | 18 | 6  | 62 | 26 | 2,380 | 2 070 | 1 752 | 1,182 |
| 4.   | Küçükyalı Yelken      | 53    | 0      | 24 | 18 | 6  | 58 | 29 | 2,000 | 1 994 | 1 699 | 1,174 |
| 5.   | Karşıyaka             | 43,66 | 1,66   | 24 | 14 | 10 | 51 | 37 | 1,380 | 1 954 | 1 714 | 1,140 |
| 6.   | Rota Koleji           | 42,92 | 1,92   | 24 | 14 | 10 | 48 | 40 | 1,200 | 1 943 | 1 710 | 1,136 |
| 7.   | İzmir BB              | 37,1  | 0,1    | 24 | 12 | 12 | 43 | 43 | 1,000 | 1 841 | 1 847 | 0,991 |
| 8.   | Balıkesir DSİ         | 33,3  | 0,3    | 24 | 11 | 13 | 44 | 47 | 0,940 | 1 939 | 1 955 | 0,992 |
| 9.   | Mehmet Erdem          | 32,3  | 0,3    | 24 | 11 | 13 | 46 | 49 | 0,940 | 2 030 | 1 985 | 1,023 |
| 10.  | Sakarya Gelişim       | 25,3  | 0,3    | 24 | 8  | 16 | 32 | 53 | 0,600 | 1 669 | 1 885 | 0,885 |
| 11.  | Salihli               | 15,6  | 0,6    | 24 | 5  | 19 | 24 | 61 | 0,390 | 1 606 | 1 931 | 0,832 |
| 12.  | Özateş                | 11,3  | 0,3    | 24 | 3  | 21 | 19 | 65 | 0,290 | 1 568 | 1 939 | 0,809 |
| 13.  | İstanbul Bahçelievler | 0,3   | 0,3    | 24 | 0  | 24 | 0  | 72 | 0,000 | 724   | 1 800 | 0,402 |

      Qualificata ai play-off promozione.
      Retrocessa.

#### Girone B - Classifica
| Pos. | Squadra                  | Pt    | Pt bon | G  | V  | P  | SV | SP | Ratio | PF    | PS    | Ratio |
| ---- | ------------------------ | ----- | ------ | -- | -- | -- | -- | -- | ----- | ----- | ----- | ----- |
| 1.   | PTT                      | 69    | 0      | 24 | 23 | 1  | 70 | 10 | 7,000 | 1 953 | 1 364 | 1,432 |
| 2.   | İlbank                   | 51,98 | 1,98   | 24 | 16 | 8  | 58 | 32 | 1,810 | 2 093 | 1 788 | 1,171 |
| 3.   | Pursaklar                | 51,2  | 0,2    | 24 | 18 | 6  | 60 | 29 | 2,070 | 2 058 | 1 688 | 1,219 |
| 4.   | Samsun BB                | 48,04 | 1,04   | 24 | 15 | 9  | 54 | 37 | 1,460 | 2 065 | 1 855 | 1,113 |
| 5.   | Bolu                     | 45,4  | 0,4    | 24 | 15 | 9  | 56 | 40 | 1,400 | 2 095 | 1 950 | 1,074 |
| 6.   | Keçiören Bağlum          | 39,2  | 0,2    | 24 | 15 | 9  | 50 | 42 | 1,190 | 1 966 | 1 890 | 1,040 |
| 7.   | Anadolu Üniversitesi     | 36,56 | 0,56   | 24 | 13 | 11 | 48 | 46 | 1,040 | 2 048 | 1 912 | 1,071 |
| 8.   | Kahramankazan            | 36,2  | 0,2    | 24 | 12 | 12 | 45 | 45 | 1,000 | 1 912 | 1 928 | 0,992 |
| 9.   | TED Ankara               | 32,3  | 0,3    | 24 | 9  | 15 | 46 | 50 | 0,920 | 2 033 | 2 013 | 1,010 |
| 10.  | Mardin BB                | 32,1  | 0,1    | 24 | 10 | 14 | 38 | 45 | 0,840 | 1 816 | 1 724 | 1,053 |
| 11.  | Halkbank                 | 25    | 0      | 24 | 8  | 16 | 34 | 51 | 0,670 | 1 717 | 1 905 | 0,901 |
| 12.  | TVF Spor Lisesi          | 6,06  | 1,06   | 24 | 2  | 22 | 6  | 68 | 0,090 | 1 145 | 1 771 | 0,646 |
| 13.  | Gümüşhane Gençlerbirliği | 4,2   | 0,2    | 13 | 1  | 12 | 5  | 36 | 0,140 | 560   | 966   | 0,580 |
| 14.  | Şanlıurfa Sefa           | 0,1   | 0,1    | 13 | 0  | 13 | 0  | 39 | 0,000 | 268   | 975   | 0,275 |

      Qualificata ai play-off promozione.
      Retrocessa.

### Play-off promozione

#### Semifinali

##### Gruppo 1 - Classifica
| Pos. | Squadra          | Pt | G | V | P | SV | SP | Ratio | PF  | PS  | Ratio |
| ---- | ---------------- | -- | - | - | - | -- | -- | ----- | --- | --- | ----- |
| 1.   | Sarıyer          | 9  | 3 | 3 | 0 | 9  | 1  | 9,000 | 241 | 183 | 1,317 |
| 2.   | İlbank           | 5  | 3 | 2 | 1 | 6  | 6  | 1,000 | 249 | 261 | 0,954 |
| 3.   | Pursaklar        | 3  | 3 | 1 | 2 | 4  | 6  | 0,670 | 222 | 223 | 0,996 |
| 4.   | Küçükyalı Yelken | 1  | 3 | 0 | 3 | 3  | 9  | 0,330 | 234 | 279 | 0,839 |

      Qualificata in finale play-off promozione.

##### Gruppo 2 - Classifica
| Pos. | Squadra      | Pt | G | V | P | SV | SP | Ratio | PF  | PS  | Ratio |
| ---- | ------------ | -- | - | - | - | -- | -- | ----- | --- | --- | ----- |
| 1.   | PTT          | 6  | 3 | 2 | 1 | 7  | 3  | 2,330 | 243 | 221 | 1,100 |
| 2.   | Yeşilyurt    | 6  | 3 | 2 | 1 | 6  | 5  | 1,200 | 253 | 236 | 1,072 |
| 3.   | Büyükçekmece | 5  | 3 | 2 | 1 | 7  | 6  | 1,170 | 281 | 277 | 1,014 |
| 4.   | Samsun BB    | 1  | 3 | 0 | 3 | 3  | 9  | 0,330 | 228 | 271 | 0,841 |

      Qualificata in finale play-off promozione.

#### Finale

##### Classifica
| Pos. | Squadra   | Pt | G | V | P | SV | SP | Ratio | PF  | PS  | Ratio |
| ---- | --------- | -- | - | - | - | -- | -- | ----- | --- | --- | ----- |
| 1.   | PTT       | 5  | 3 | 2 | 1 | 7  | 5  | 1,400 | 270 | 253 | 1,067 |
| 2.   | Yeşilyurt | 5  | 3 | 2 | 1 | 6  | 5  | 1,200 | 242 | 237 | 1,021 |
| 3.   | Sarıyer   | 5  | 3 | 1 | 2 | 7  | 6  | 1,170 | 275 | 265 | 1,038 |
| 4.   | İlbank    | 3  | 3 | 1 | 2 | 3  | 7  | 0,430 | 205 | 237 | 0,865 |

      Promossa in Sultanlar Ligi.